# La Française (Wochenzeitung)

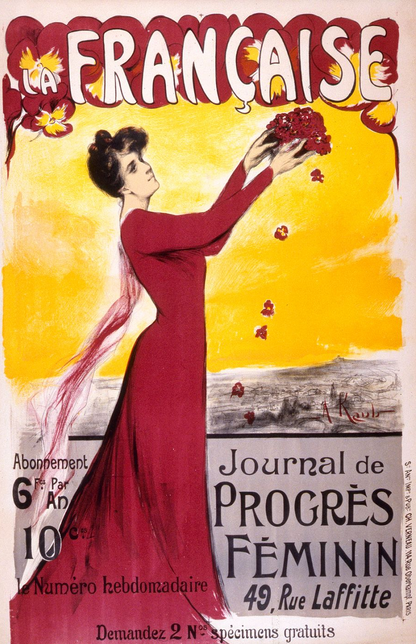
La Française 1906

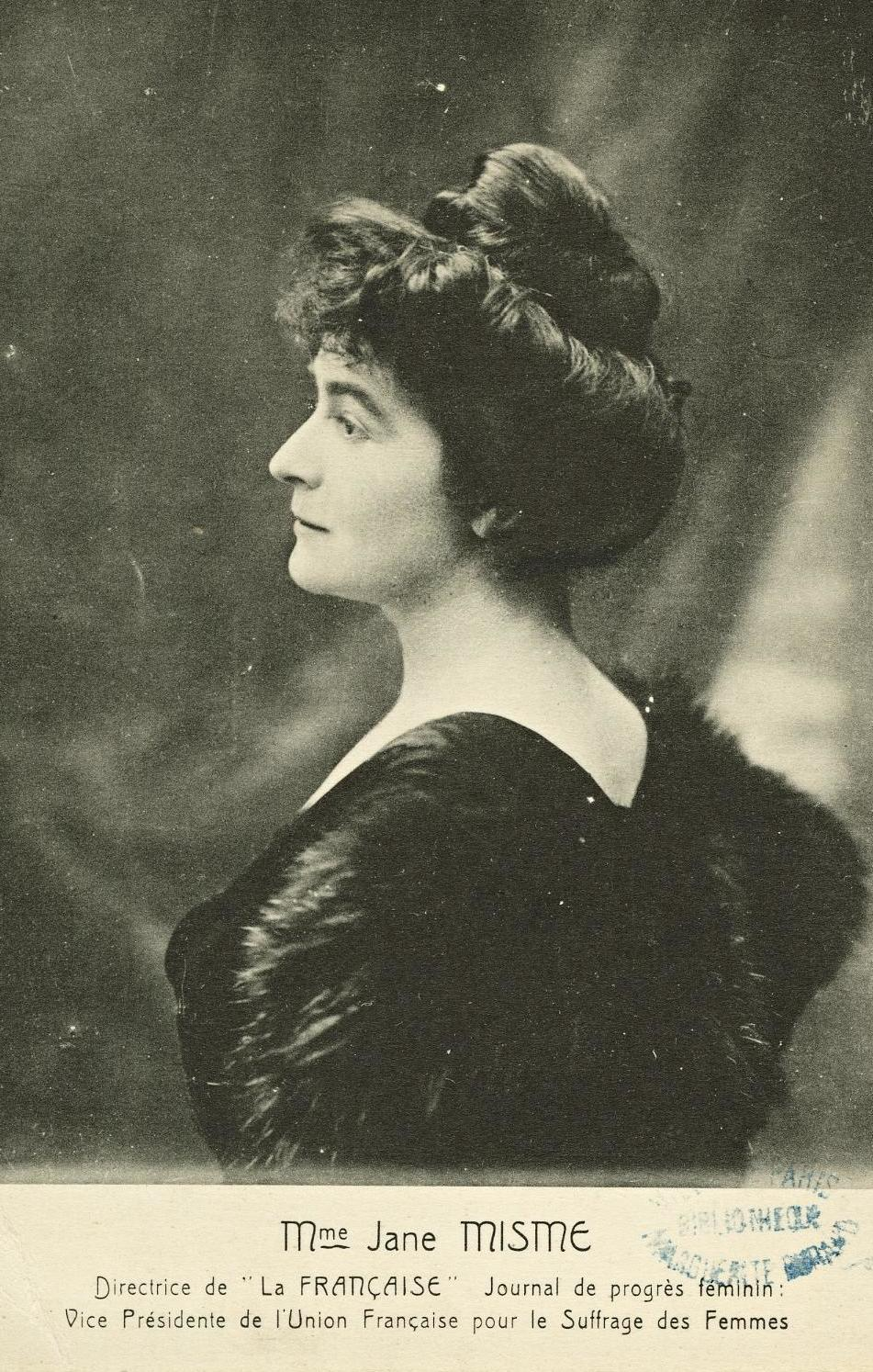
Jane Misme

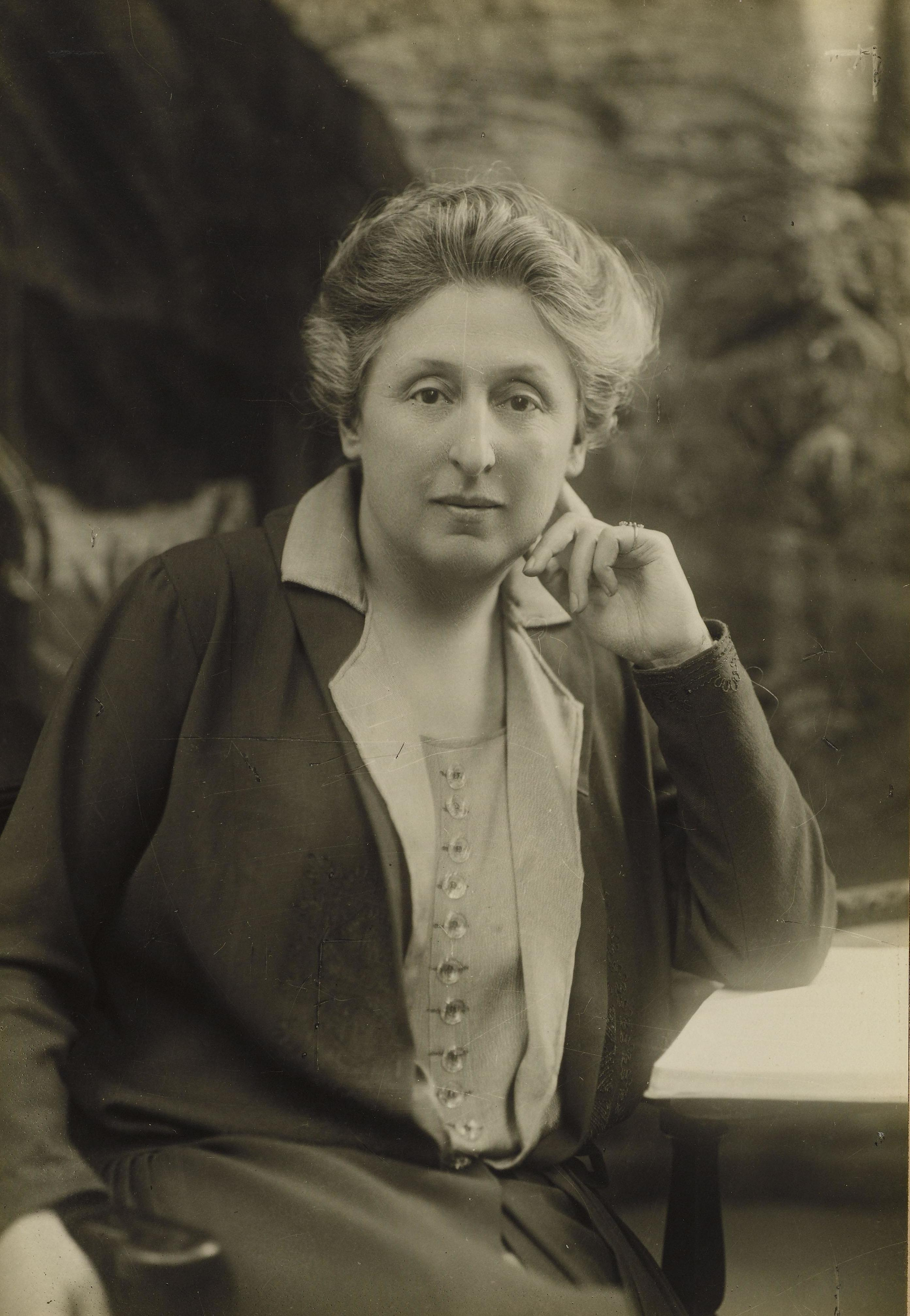
Cécile Brunschvicg

La Française, mit dem Untertitel Journal de progrès féminin, war eine französische Wochenzeitung, die 1906 von der Feministin Jane Misme gegründet wurde. Misme leitete die Zeitung bis 1922. Aus gesundheitlichen Gründen übergab Jane Misme 1922 die Leitung der Zeitung an Julie Siegfried. Danach wurde sie von Cécile Brunschvicg, der späteren Sous-secrétaire d’État der Volksfront, geführt. Die Zeitung erschien bis 1940.

## Geschichte und Bedeutung
Die Zeitung war Eigentum ihrer Autorinnen, die sich in einer Genossenschaft zusammengeschlossen hatten. Diese Mutterstruktur, die den Namen Cercle de la Française trug, verstand sich als „Haus der praktischen und moralischen Aktion für alle weiblichen Interessen“. Im Gegensatz zur Zeitung La Fronde akzeptierte Jane Misme auch Männer als Mitarbeiter, lehnte es aber ab, die Spalten der Zeitung für politische oder religiöse Debatten zu öffnen (was sich später unter Cécile Brunschvicg änderte). 1908 schrieb sie, dass La Française gegen „gewalttätige öffentliche Demonstrationen von Forderungen“ sei, da sie diese als unvereinbar mit den Werten des Cercle betrachtete.
Die Wochenzeitung verschaffte der Sache des Frauenwahlrechts eine landesweite Öffentlichkeit. Sie wurde zum Sprachrohr der 1909 von Jeanne Schmahl gegründeten Union française pour le suffrage des femmes.
Die Zeitung verfolgte die Entwicklung der Gesetzgebung in Bezug auf die Stellung der Frau in speziellen Rubriken wie „Feminismus im Parlament“ oder „Gesetze von Fraueninteresse im Parlament“. Von 1906 bis 1913 schrieb Germaine Dulac dort Frauenporträts und Theaterkritiken. Marianne Rauze war im gleichen Zeitraum für die Rubrik „Arbeit“ zuständig.
Unter der Leitung von Cécile Brunschvicg unterstützte La Française weiterhin feministische Anliegen, blieb aber gleichzeitig offen für das politische Leben in Frankreich und für internationale Angelegenheiten. Obwohl Brunschvicg Mitglied der Radikalen Partei war, versuchte sie eine gewisse Neutralität zu wahren, was sie jedoch nicht daran hinderte, beispielsweise die Teilnehmer an den Unruhen vom 6. Februar 1934 scharf zu kritisieren oder den Nationalsozialismus bereits 1933 anzuprangern. Während ihrer Regierungszeit (Staatssekretärin im Erziehungsministerium) im Rahmen der Volksfront stellte Cécile Brunschvicg das Schreiben für ihre Zeitung fast vollständig ein, bevor sie im Juni 1937 wieder zu ihrer Direktorin ernannt wurde.
Eine Sammlung der Zeitung befindet sich im Archiv der Bibliothèque Marguerite-Durand in Paris.